# Professor’s Cube

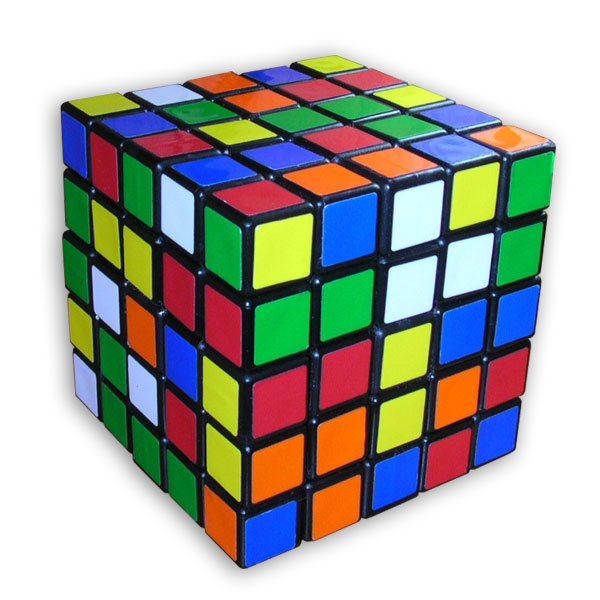
Professor’s Cube im Chaoszustand

Der Professor’s Cube ist ein mechanisches Geduldsspiel in Würfelform. Es handelt sich dabei um eine 5×5×5-Version des Rubik’s Cube.
Ziel des Spiels ist es, wie auch bei anderen Versionen des Rubik’s Cube, nach einem beliebigen Verdrehen aller Teile auf jeder Seite des Würfels eine einheitliche Farbe zu erzeugen.

## Aufbau
Der Würfel besteht insgesamt aus 98 Teilen:
- 8 Eckteile mit jeweils drei nach außen sichtbaren Seiten
- 36 Kantenteile (davon 12 innere und 24 äußere) mit jeweils zwei nach außen sichtbaren Seiten
- 54 Mittelteile (davon 24 äußere, 24 innere und 6 fixe) mit jeweils einer nach außen sichtbaren Seite

## Stellungen des Würfels

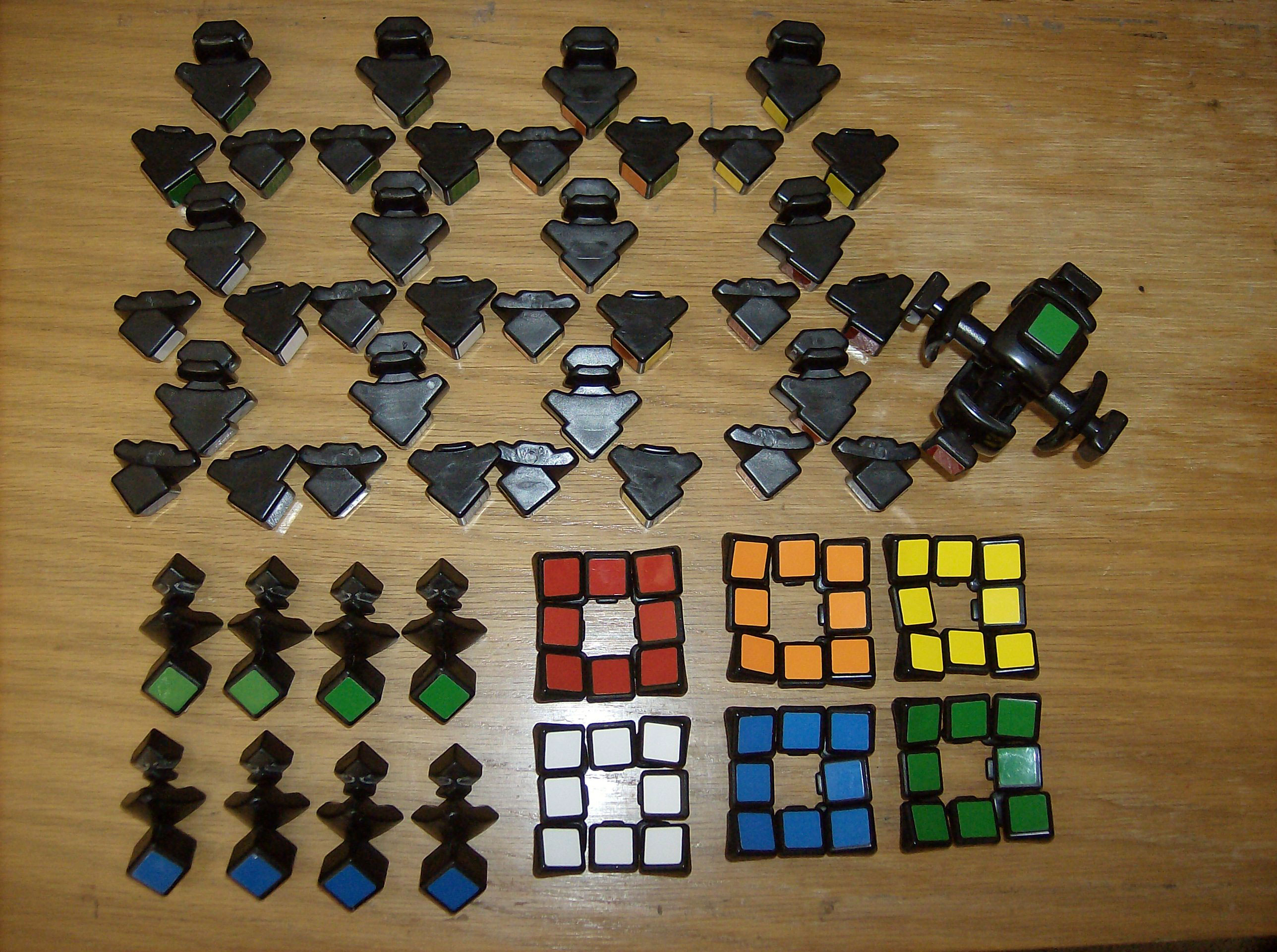
Alle Einzelteile eines Professor’s Cubes

Bei dem Professor’s Cube können Eckteile, Kantenteile und Mittelteile zum größten Teil unabhängig voneinander bewegt werden. Daher kann für jede dieser Bauteil-Gruppen die Anzahl ihrer möglichen Stellungen separat berechnet werden.
Eckteile
Die 8 Eckteile des Würfels können beliebig vertauscht werden, insgesamt gibt es also 8! Möglichkeiten. Sieben Ecken können jeweils auf drei unterschiedliche Arten gedreht (orientiert) werden. Die Orientierung der achten Ecke ergibt sich aus der Orientierung der anderen sieben, sodass es dafür insgesamt 37 Möglichkeiten gibt.
Kantenteile
Die 24 äußeren Kantenteile können auf alle Arten vertauscht werden. Diese Teile können nicht umorientiert (gedreht) werden, da die Form des Bauteils im Inneren des Würfel asymmetrisch ist. Die Orientierung eines äußeren Kantenteils ist also unveränderbar und es bleibt bei 24! Möglichkeiten für die äußeren Kantenteile.
Die 12 inneren Kantenteile hingegen können umorientiert (gedreht) werden. Die Orientierung von 11 dieser Teile kann frei gewählt werden, wodurch sich Orientierung des letzten Teils ergibt. Des Weiteren können diese 12 Kantenteile auf alle Arten vertauscht werden, sodass sich insgesamt 211 × 12!/2 Möglichkeiten ergeben. Die Division durch 2 wird durchgeführt, da die Vertauschung der Eckteile mit der Vertauschung der inneren Kantenteile zusammenhängt: Die Summe der Eckenvertauschungen und der inneren Kantenvertauschungen kann nie ungerade sein.
Zentrumsteile
Für die inneren und äußeren Zentrumsteile gibt es jeweils 24! Vertauschungsmöglichkeiten. Da jeweils 4 dieser Teile einer Farbe und somit ununterscheidbar sind, wird die Anzahl der Möglichkeiten durch 4!6 dividiert. Die Anzahl der Anordnungen der beweglichen Zentrumsteile beträgt daher (24! / (4!6))2.
Gesamtzahl
Die Berechnungen für die einzelnen Teilgruppen miteinander multipliziert ergeben die Gesamtzahl:
{\displaystyle {\frac {8!\cdot 3^{7}\cdot 12!\cdot 2^{10}\cdot 24!^{3}}{4!^{12}}}\approx 2{,}83\cdot 10^{74}}
Der Professor’s Cube hat also 282 870 942 277 741 856 536 180 333 107 150 328 293 127 731 985 672 134 721 536 000 000 000 000 000 mögliche Stellungen.

## Lösung
Speedcuber sind in der Lage den Professor’s Cube und ähnliche Puzzle in sehr kurzer Zeit zu lösen. Eine der bekanntesten Strategien, die für alle Würfel mit größeren Ausmaßen als beim 3×3×3 häufig genutzt wird, besteht darin, dass zunächst die Mittel- und Kantenteile farblich geordnet werden. Danach kann der Würfel allein durch das Drehen der äußeren Drehachsen äquivalent zum 3×3×3-Würfel gelöst werden.

## Weltrekorde
Der aktuelle Weltrekord im Speedcubing für den Professor’s Cube beträgt 30,45 Sekunden und wurde von Tymon Kolasiński bei Rubik's WCA Asian Championship 2024 aufgestellt.
Den Weltrekord für die Durchschnittszeit beim fünfmaligen Lösen des Würfels (dabei fließen die beste und die schlechteste der fünf Zeiten nicht in den Durchschnitt mit ein) hält Max Park mit 34,76 Sekunden, aufgestellt bei Rubik's WCA North American Championship 2024.
Stanley Chapel gelang der Weltrekord im Blindlösen des Würfels in 2:03,33 Minuten auf der Megaminx on the Madison Isthmus 2025.